# Los chatos

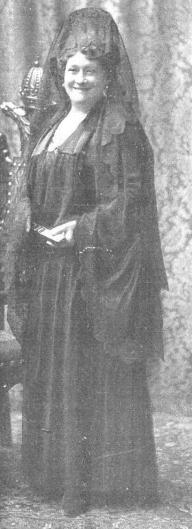
La actriz Irene Alba en Los chatos

Los chatos es una obra de teatro en tres actos escrita por Pedro Muñoz Seca y Pedro Pérez Fernández, estrenada en 1924.

## Argumento
Ernesto es un joven terrateniente instalado en Inglaterra que es testigo de parte de la ruina de sus bienes por la adicción al alcohol de su administrador. De regreso a España, él mismo cae en ese vicio y seduce al Rosita, la hija del administrador, con quien termina casándose.

## Estreno
- Lugar: Teatro Centro, Madrid, 15 de marzo de 1924
- Intérpretes: Juan Bonafé (John), Irene Alba (Isabel), Alberto Romea (Corona), José Bruguera (Ernesto), Carmen Jiménez (Rosita), María de las Rivas, Juana Manso, Rita Lorenzo, Irene Caba Alba, Julia Caba Alba, Nicolás Rodríguez, Joaquín García Hidalgo, Emilio Gutiérrez